# Chamberaud
Chamberaud ist eine Gemeinde im Zentralmassiv in Frankreich. Sie gehört zur Region Nouvelle-Aquitaine, zum Département Creuse, zum Arrondissement Guéret und zum Kanton Ahun. Sie grenzt im Norden an Ahun, im Osten und im Süden an Fransèches und im Westen an Le Donzeil.

## Bevölkerungsentwicklung

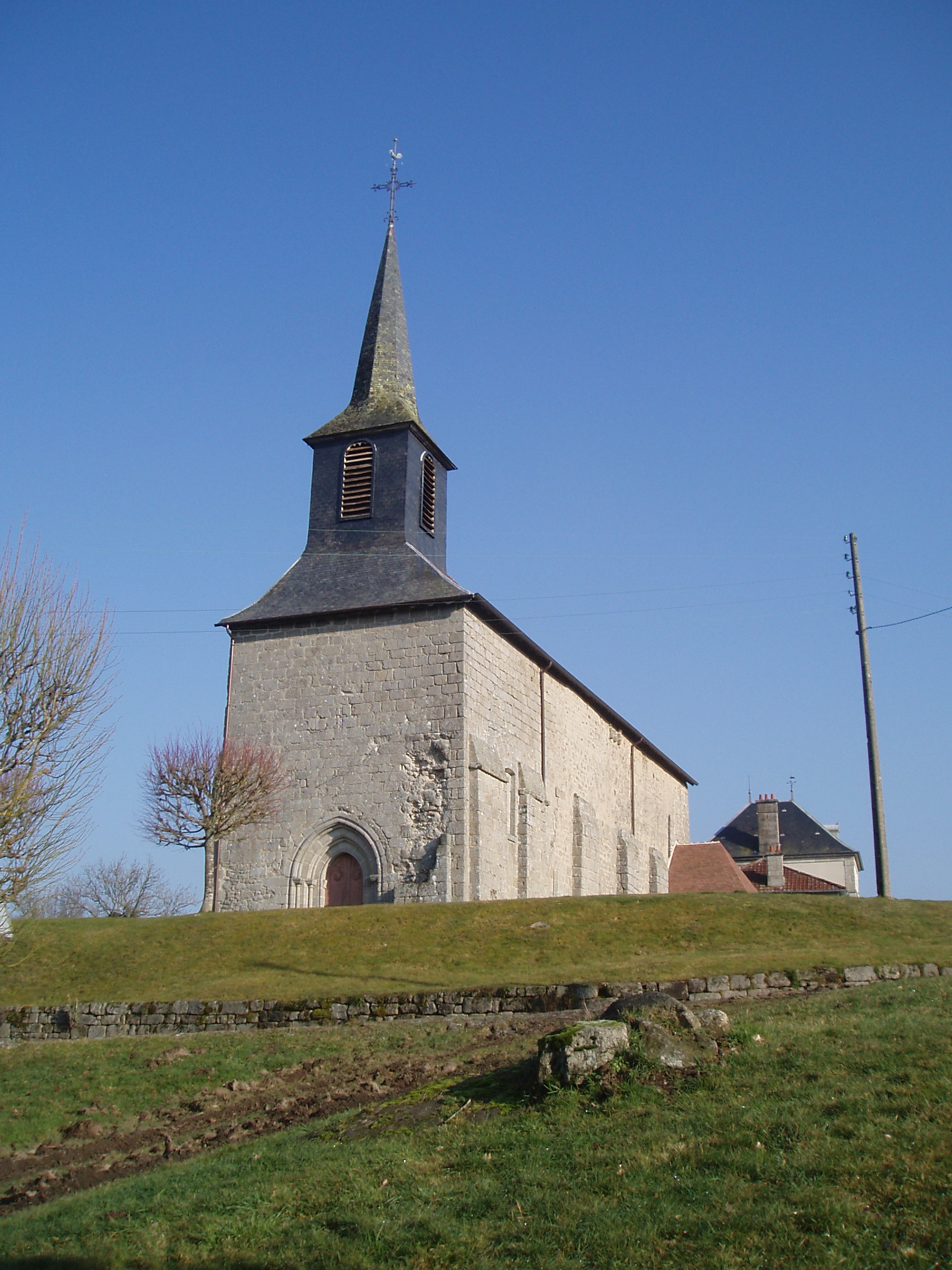
Kirchen Saint-Blaise, Monument historique

| Jahr      | 1962 | 1968 | 1975 | 1982 | 1990 | 1999 | 2008 | 2012 |
| --------- | ---- | ---- | ---- | ---- | ---- | ---- | ---- | ---- |
| Einwohner | 148  | 129  | 96   | 125  | 113  | 121  | 111  | 97   |

´